# Am Offers 3

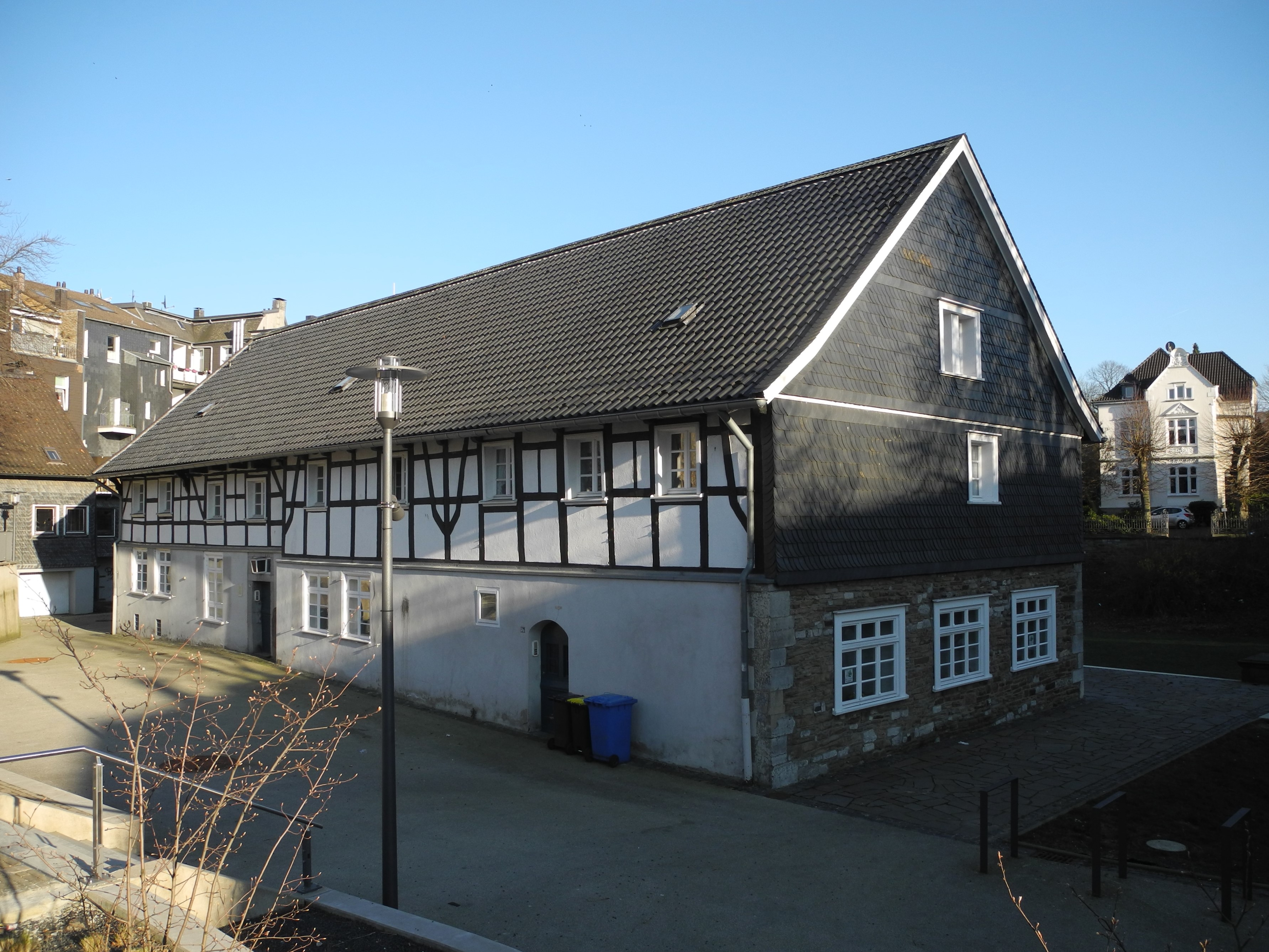
Am Offers 3 mit Blick auf den verschieferten Giebel

Das Gebäude Am Offers 3 ist ein denkmalgeschütztes Fachwerkhaus in der niederbergischen Stadt Velbert im Kreis Mettmann. Es befindet sich am Platz am Offers unmittelbar neben der Alten Kirche im Stadtbezirk Velbert-Mitte.
Bei dem Haus handelt es sich um das Wohngebäude des ehemaligen Offerhofs, der im Jahr 1323 oder 1326 erstmalig erwähnt wurde. Es wurde vermutlich im 17. Jahrhundert als langgestrecktes, zweigeschossiges Fachwerkhaus errichtet. Das Erdgeschoss verfügt über Bruchsteinwände, die teils verputzt wurden. Eine Giebelseite des Hauses wurde zum Wetterschutz verschiefert.
Der Hof wurde noch bis 1896 bewirtschaftet. Im Jahr 1926 erwarb die Stadt Velbert das Gebäude, seither wurde es als Wohnhaus und später als Versammlungsstätte für Velberter Vereine genutzt. Seit dem 27. Januar 1982 ist es in die Denkmalliste der Stadt Velbert eingetragen.